# Poiseul-la-Grange
 Poiseul-la-Grange  là một xã thuộc tỉnh Côte-d’Or trong vùng Bourgogne miền đông nước Pháp.